# SDKM
SDKM (auch SDCM, russisch система дифференциальной коррекции и мониторинга, "System zur differentiellen Korrektur und Überwachung") ist das russische Satellite Based Augmentation System (SBAS) für das Gebiet Russlands. Schon vor 2010 existierte ein großer Teil der dafür notwendigen Bodeninfrastruktur. Der Start des ersten der erforderlichen Kommunikationssatelliten fand ab 2012 statt.
GLONASS- und GPS-Signale werden an bis zu 20 Referenzstationen in Russland sowie sechs weiteren Stationen außerhalb Russlands empfangen. Die Korrektursignale werden in einem zu den anderen SBAS-Systemen kompatiblen Format über drei geostationäre Satelliten (Lutsch-5A, -5B und -5W) an die Navigationsgeräte verbreitet. Dadurch kann die Genauigkeit und Integrität der GNSS-Positionsbestimmung deutlich erhöht werden.
Die SDKM-Datenströme werden über Lutsch-5A (Standort über dem Äquator bei 167 Grad Ost, Satellitenstart am 11. Dezember 2011, PRN 125) im Pazifik-Raum und Australien, über Lutsch-5B (16 Grad West, Satellitenstart 2. November 2012, PRN 140) im Gebiet Europa, Atlantik, Südamerika und Afrika und über Lutsch-5W (95 Grad Ost, Satellitenstart 28. April 2014, PRN 141) in Asien, dem Indischen Ozean und Australien verfügbar gemacht.
| Lutsch-5A |

| Lutsch-5B |

| Lutsch-5W |